# Чорноус Володимир Михайлович
Володи́мир Миха́йлович Чорноу́с (1988—2014) — старший лейтенант Збройних сил України, учасник російсько-української війни.

## Життєпис
Народився 1988 року в селі Панасівка Козятинського району Вінницької області. Від 1989 року мешкав у селі Перемога Козятинського району. Його батьків позбавили батьківських прав, тому Володимира виховували дідусь і бабуся по батьківській лінії. 2005 році закінчив ЗОШ села Перемога. Відтоді проходив військову службу в лавах Збройних Сил України. 2009 року закінчив навчання в Харківському університеті Повітряних Сил ім. Івана Кожедуба. Командир зенітно-ракетного взводу, 15-й окремий гвардійський гірсько-піхотний батальйон 128-ї механізованої бригади.
19 липня група військових вирушила з Луганського аеропорту назустріч колоні, що прямувала до них з підкріпленням, потрапила під обстріл артилерії терористів, Володимир Чорноус загинув.
Вдома лишилися дружина та син 2013 р. н.
Похований у Козятині 23 липня 2014 року.

## Нагороди та вшанування
- 21 жовтня 2014 року — за особисту мужність і героїзм, виявлені у захисті державного суверенітету та територіальної цілісності України, вірність військовій присязі під час російсько-української війни, відзначений — нагороджений орденом Богдана Хмельницького III ступеня (посмертно).
- Нагрудний знак «За оборону Луганського аеропорту» (посмертно)
- Почесний громадянин Ужгорода (посмертно; рішення 25-ї сесії 6 скликання Ужгородської міської ради від 19 вересня 2014 року № 1458)
- нагороджений нагрудним знаком «За заслуги перед Козятинщиною» (посмертно; рішення Козятинської районної ради від 30 березня 2018 року)
- нагороджений відзнакою Козятинської міської ради «За героїзм та патріотизм» (посмертно; розпорядження голови Козятинської міської ради від 9 серпня 2016 року № 574-р)
- Почесний громадянин міста Козятин (посмертно; рішення 16-ї сесії 7 скликання Козятинської міської ради від 2 червня 2017 року № 665-VII)
- вулицю Леніна у селі Перемога перейменовано на вулицю Володимира Чорноуса (рішення 25-ї сесії 6-го скликання Переможнянської сільської ради Козятинського району).